# Erik Hajas
Erik Hajas (Huddinge, 16 de setembro de 1962) é um ex-handebolista profissional sueco, medalhista olímpico.
Per Carlén fez parte dos elencos medalha de prata de Barcelona 1992 e Atlanta 1996.